# Jade Raymond
Jade Raymond, née le 28 août 1975 à Montréal, Canada, est une productrice canadienne de jeux vidéo. Elle a participé à l'émission de la chaîne américaine G4, The Electric Playground avec Tommy Tallarico, Victor Lucas, Julie Stoffer et Geoff Keighley,.
Elle dirige Haven Studios de 2022 à 2025, le studio de développement de jeux vidéo qu'elle a fondé. Elle quitte le studio en 2025.

## Biographie

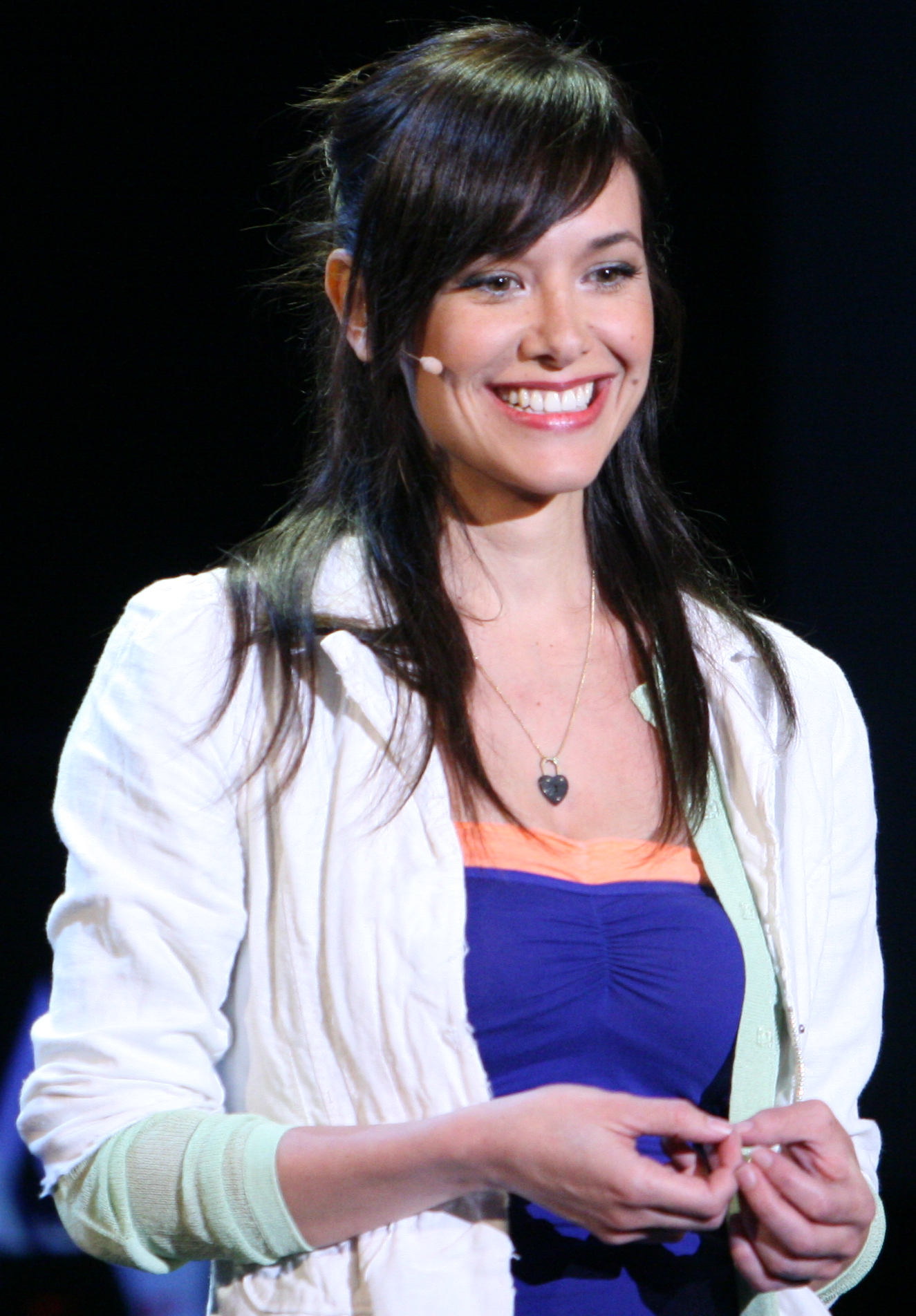
Jade Raymond à l’E3 2007.

Jade Raymond est diplômée de l'Université McGill (diplôme en informatique). Elle commence sa carrière comme programmeuse dans le développement de jeux éducatifs pour IBM et Microsoft en faisant partie de l'Advanced Research Group. Son premier emploi dans l'industrie vidéoludique se passe dans la programmation de jeux pour Sony. Quelques années plus tard, elle s'oriente vers la production, chez Electronic Arts et, depuis lors, continue de produire des jeux. Jade Raymond est la productrice du jeu vidéo Les Sims Online, et devient productrice chez Ubisoft Montréal lorsqu'elle intègre la société en 2004. En tant que productrice, elle supervise le jeu d'action et d'aventure Assassin's Creed. Elle est productrice exécutive sur Assassin's Creed II et sur d'autres projets au sein d'Ubisoft Montréal, notamment les jeux Watch Dogs et The Mighty Quest for Epic Loot.
En outre, elle a également un baccalauréat en beaux-arts de Montréal et fait partie du conseil d'administration au Québec de LOVE, un organisme à but non lucratif voué à la réduction de la violence chez les jeunes au Canada.
À partir de 2009, Jade Raymond dirige Ubisoft Toronto. Le premier projet connu de ce studio est Tom Clancy's Splinter Cell: Blacklist. Le 20 octobre 2014 Ubisoft annonce que Jade Raymond quitte l'entreprise et qu'elle est remplacée par Alexandre Parizeau.
En juillet 2015 Jade Raymond s'associe à Electronic Arts pour la création de Motive Studios, une société basée à Montréal et située près des locaux BioWare, dont une collaboration sur Mass Effect Andromeda est annoncée,. Elle sera également chargée de Visceral Games, basé en Californie où elle travaillera en collaboration avec la scénariste et game designer Amy Hennig sur le nouveau jeu Star Wars et sur de nouvelles licences. Ce projet n'aboutira pas, à cause de la fermeture du studio par Electronic Arts le 17 octobre 2017.
Le 13 mars 2019, elle annonce avoir rejoint Google en tant que vice-présidente sans précision exacte. Google annonce lors de la conférence de présentation de son service Google Stadia le 19 mars 2019, que Raymond dirigera le studio de développement Stadia Games and Entertainment. À la suite de la décision de Google de renoncer à développer davantage les studios Stadia Games and Entertainment, Jade Raymond a décidé de quitter l'entreprise.
Le 16 mars 2021, elle annonce dans un communiqué PlayStation avoir fondé Haven Studios, un studio de développement de jeux vidéo indépendant. Le 21 mars 2022, Sony fait l'acquisition de Haven Studios et rejoint le groupe PlayStation Studios. Le 15 mai 2025, elle quitte le studio plusieurs semaines après un test externe du premier jeu de Haven Studios, Fairgames, où plusieurs développeurs se seraient préoccupés de l'accueil réservé au jeu,.

## Ludographie
Sony Online Entertainment
- Jeopardy!, programmeur
- Trivial Pursuit, programmeur

Electronic Arts
- Les Sims Online (2002), programmeur

There Inc
- There (2003), productrice, directrice artistique

Ubisoft Montréal
- Assassin's Creed (2007), productrice
- Assassin's Creed II (2009), productrice exécutive
- Assassin's Creed: Unity (2014), directrice générale
- The Mighty Quest for Epic Loot (2015), productrice exécutive

Motive Studios
- Mass Effect: Andromeda
- Star Wars